# Hendrik Wilmink
Hendrik Wilmink (Weerselo, 4 augustus 1794 — aldaar, 9 september 1870) was een Nederlands bestuurder. Hij was tussen 1834 en 1868 burgemeester van Weerselo. Daarnaast was Wilmink lid van de Provinciale Staten van Overijssel. Alvorens hij burgemeester werd was hij schoolmeester.
Het geboortehuis van Wilmink was jarenlang (tot ver na zijn dood) de ambtswoning van de burgemeester, en was gelegen aan de naar hem vernoemde Rudolph Wilminklaan in Het Stift. In Weerselo is Het Wilmink naar hem vernoemd.